# Liste der deutschen Botschafter in Portugal
Die Liste der deutschen Botschafter in Portugal enthält die jeweils ranghöchsten Vertreter des Norddeutschen Bundes, des Deutschen Reichs und der Bundesrepublik Deutschland bzw. der DDR in Portugal. Sitz der Botschaft ist in Lissabon.

## Norddeutscher Bund/Deutsches Reich
| Name | Amtszeit  |
| --- | --------- |
| Gustav Graf von Brandenburg                                                                                               | 1864–1876 |
| Wilhelm von Pirch-Wobensin                                                                                                | 1876–1881 |
| Richard von Schmidthals                                                                                                   | 1882–1888 |
| Ludwig von Wäcker-Gotter                                                                                                  | 1888–1891 |
| Hippolyt von Bray-Steinburg                                                                                               | 1891–1894 |
| Eduard von Derenthall | 1894–1897 |
| Graf Christian von Tattenbach                                                                                             | 1897–1908 |
| Max von Ratibor und Corvey                                                                                                | 1908–1910 |
| Hans von und zu Bodmann                                                                                                   | 1910–1912 |
| Friedrich Rosen | 1912–1916 |
| Abbruch der diplomatischen Beziehungen am 9. Mär 1916, Wiederaufnahme am 6. Okt. 1920, Schutzmachtvertretung: Niederlande |           |
| Ernst Arthur Voretzsch | 1920–1928 |
| Albert von Baligand | 1928–1930 |
| Eduard Heinrich Wagenmann                                                                                                 | 1930–1931 |
| Alfred Horstmann | 1931–1933 |
| Hans Freytag | 1933–1934 |
| Oswald Baron von Hoyningen-Huene                                                                                          | 1934–1945 |
| Gustav Adolph von Halem                                                                                                   | 1945      |

## Bundesrepublik Deutschland

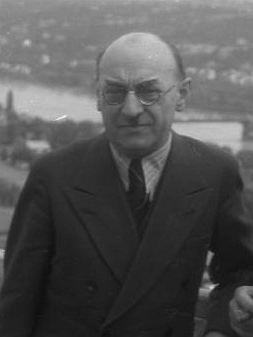
Leo Wohleb

| Name                               | Amtszeit  |
| ---------------------------------- | --------- |
| Leo Wohleb                         | 1952–1955 |
| Gebhard Seelos                     | 1955–1958 |
| Herbert Schaffarczyk               | 1959–1966 |
| Herbert Müller-Roschach            | 1966–1969 |
| Hans Schmidt-Horix                 | 1969–1970 |
| Ehrenfried von Holleben            | 1971–1974 |
| Fritz Caspari                      | 1974–1979 |
| Jesco von Puttkamer                | 1979–1981 |
| Werner Schattmann                  | 1981–1985 |
| Gisbert Poensgen                   | 1985–1988 |
| Alexander Graf York von Wartenburg | 1989–1992 |
| Günter Knackstedt                  | 1992–1994 |
| Walter Neuer                       | 1994–1996 |
| Sabine Vollmar-Libal               | 1996–1999 |
| Wilfried Richter                   | 1999–2001 |
| Hans-Bodo Bertram                  | 2001–2006 |
| Joachim Broudré-Gröger             | 2006–2009 |
| Helmut Elfenkämper                 | 2009–2013 |
| Ulrich Brandenburg                 | 2014–2016 |
| Christof Weil                      | 2016–2019 |
| Martin Ney                         | 2019–2022 |
| Julia Monar                        | 2022–2025 |

## Deutsche Demokratische Republik
| Name             | Amtszeit  |
| ---------------- | --------- |
| Erich Butzke     | 1974–1977 |
| Frank Bochow     | 1977–1982 |
| Siegfried Kämpf  | 1982–1985 |
| Julian Hollender | 1986–1990 |